# 986 (číslo)
Devět set osmdesát šest je přirozené číslo. Římskými číslicemi se zapisuje CMLXXXVI a řeckými číslicemi ϡπϝʹ nebo ϡπϛʹ. Následuje po čísle devět set osmdesát pět a předchází číslu devět set osmdesát sedm.

## Matematika
986 je:
- Deficientní číslo
- Složené číslo
- Nešťastné číslo

## Astronomie
- (986) Amelia je planetka hlavního pásu, kterou objevil v roce 1922 Josep Comas i Solà
- NGC 986 je spirální galaxie s příčkou v souhvězdí Pece

## Roky
- 986
- 986 př. n. l.